# قله تورکینو
قله تورکینو (به اسپانیایی: Pico Turquino) مرتفع ترین کوه در کوبا است که در استان سانتیاگو د کوبا واقع شده‌است. قله تورکینو ۱٬۹۷۴ متر بالاتر از سطح دریا واقع شده‌است.